# Pintor de Eretria

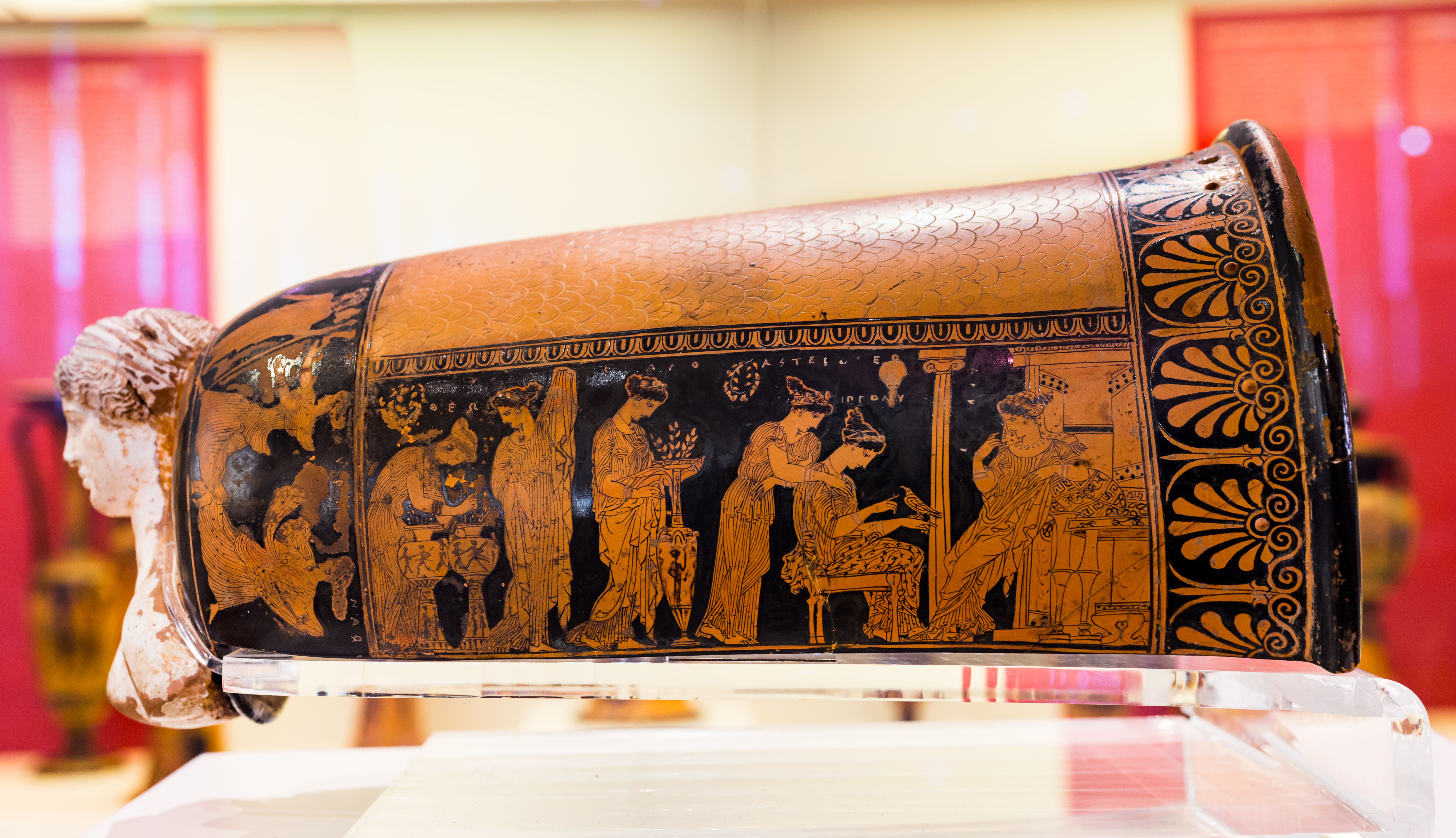
Epínetro de ático de figuras rojas, atribuida al Pintor de Eretria, c. 425 a. C., Museo Arqueológico Nacional, 1629, Atenas

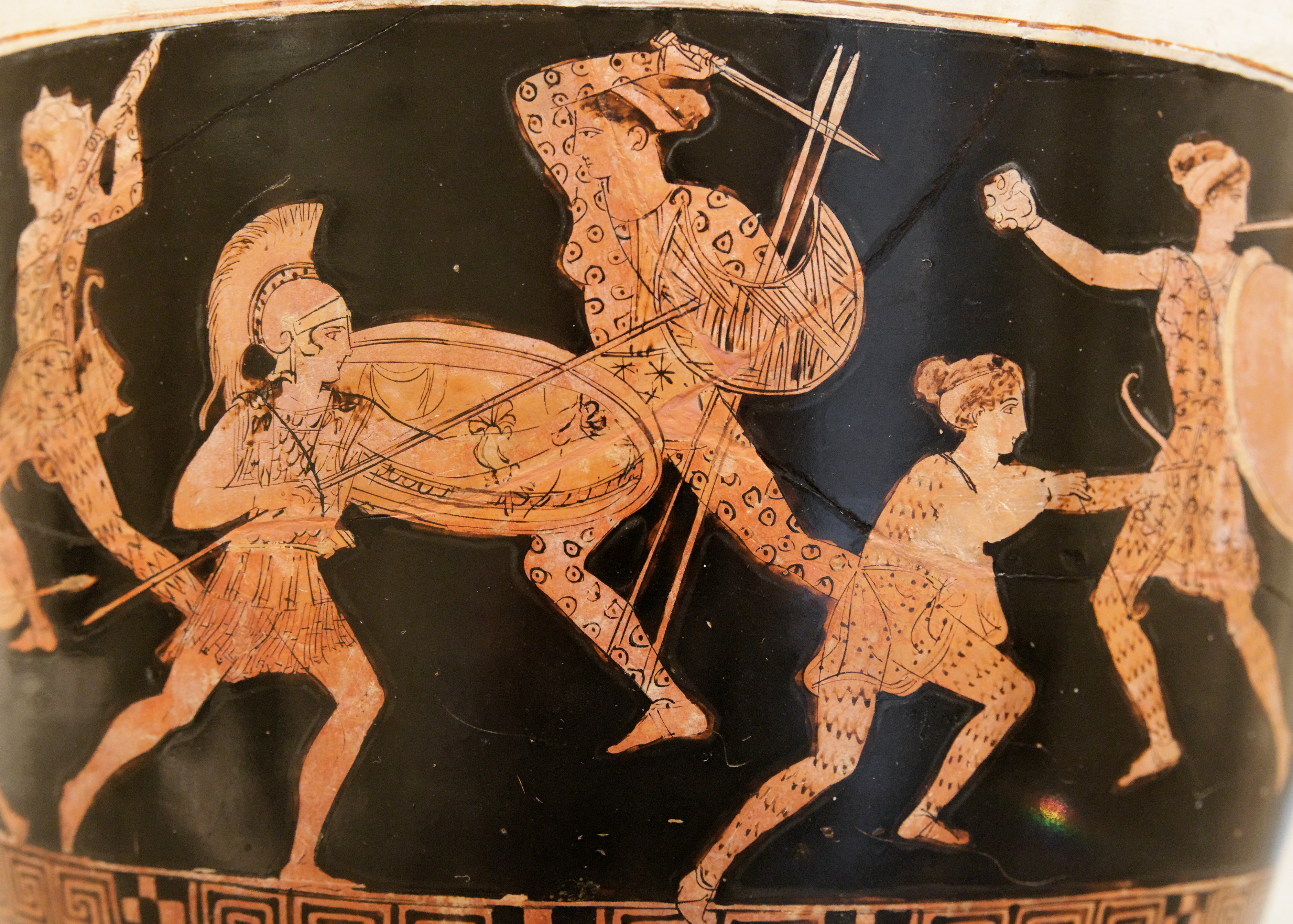
Lécito, amazonomaquia en la franja inferior. Nueva York, Museo Metropolitano de Arte 31.11.13.

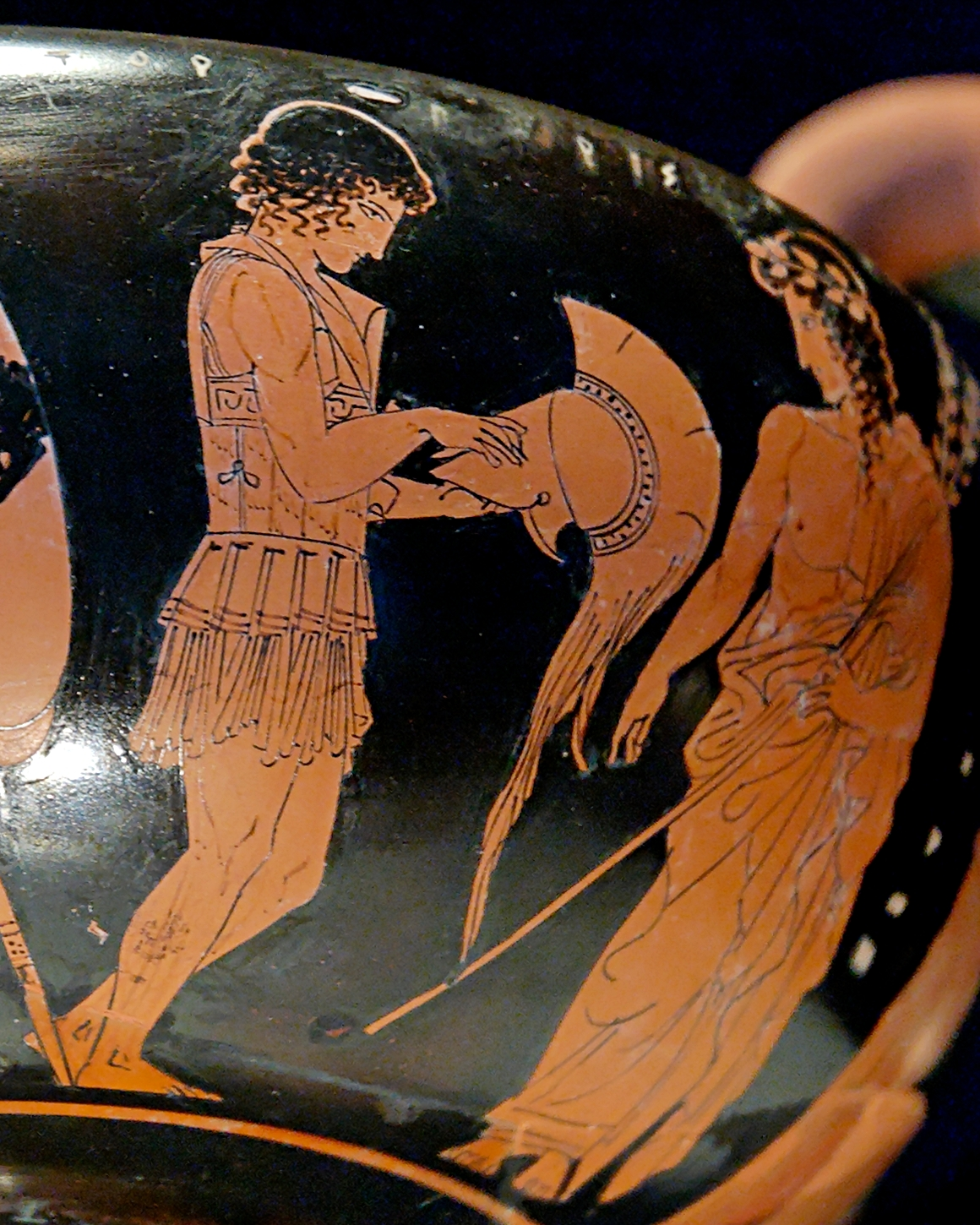
Paris se pone su armadura, vigilado por Apolo. Gravina en Puglia, Museo Pomarici Santomasi.

Pintor de Eretria es el nombre convenido asignado a un pintor griego ático activo en Atenas entre 440 y 410 a. C. Fue uno de los pintores de vasos más talentosos de su tiempo, recibió su nombre de la ciudad de Eretria, lugar del descubrimiento de su epínetro de figuras rojas, conservado en el Museo Arqueológico Nacional de Atenas (Museo Arqueológico Nacional 1629)Recibió su nombre por la decoración de un epínetro encontrado en Eretria que representa el mito de Alcestis  y se conserva en el Museo Arqueológico Nacional de Atenas.
Este epínetro se encontró a finales del siglo XIX en una tumba local, junto con cuatro lécitos, decorados con técnica de fondo blanco, obras de otros artistas atenienses. Aunque está hecho de arcilla, el epínetro no es realmente un vaso: su fondo está abierto para ajustarse cómodamente al muslo y la rodilla de una mujer. Por las representaciones en otros vasos, se sabe que estos epinetrones se usaban para hilar lana. Los que se usaban en la vida cotidiana eran vasijas sencillas de madera o arcilla; el epínetro del Pintor de Eretria es una versión lujosa, quizás un regalo de bodas, tan preciado que acompañó a su dueño a la tumba. La parte frontal presenta un busto desnudo de una mujer en relieve, y ambas caderas y la cintura por encima de la rodilla están decoradas con escenas de boda mitológicas (aunque estas figuras son mitológicas, el día de la boda de la novia ateniense debe haber sido muy similar. Los nombres de las figuras representadas están cuidadosamente grabados junto a ellas. El dibujo es muy delicado y algunos detalles, como las joyas, sin duda estaban decorados originalmente con pan de oro.
Se le atribuyen aproximadamente ciento cincuenta vasos cerámicos, que tuvieron una gran exportación a juzgar por las áreas de los hallazgos; pintó principalmente vasos pequeños, decorados con figuras rojas o con un fondo blanco. Se supone que era contemporáneo del pintor de Shuválov.

## Obras

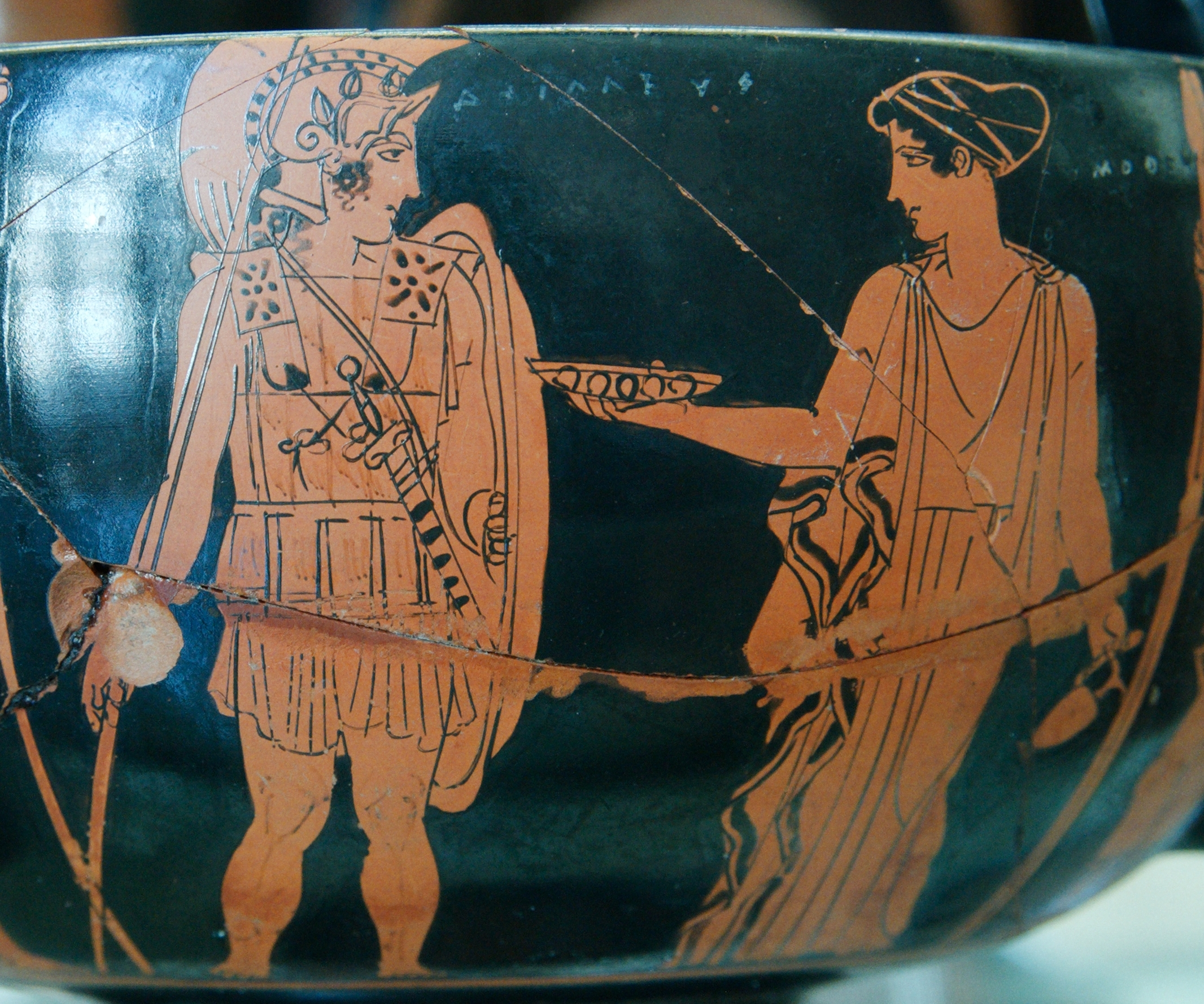
Partida de Aquiles, Pintor Eretria. Cerámica del año 400 a. C., Francia.

Aunque aproximadamente la mitad de su producción está relacionada con los kílices y cántaros, en los que pinta temas convencionales relacionados con atletas, sátiros y ménades, muchas de sus mejores obras están pintadas en enócoes y lécitos. Presenta un estilo minucioso y virtuoso, atestado de figuras, que es adecuado para composiciones de tipo polignoteo; ver, por ejemplo, los lécitos y aríbalos conservados en Boston, cuya amazonomaquia parece remontarse a las tradiciones megalográficas.
El manierismo post-fidiaco destaca en el tratamiento de drapeados y rostros. Tanto los temas mitológicos como los tomados de lo cotidiano están frecuentemente conectados con el mundo femenino. El epínetro del mismo nombre está decorado en la parte superior por un busto de una mujer (tal vez Afrodita), mientras que en el cuerpo muestra la boda de Alcestis, las de Peleo y Tetis y las de Harmonía.
Este artista, que dominaba la técnica de figuras rojas, así como el fondo blanco, decoró una amplia gama de formas de vasos. Aunque es más conocido por su trabajo en copas (kílices), sus obras más interesantes se centraron en tipos de vasos menos comunes, como el coe, el lécito aribalístico, el óon, el anforisco, la píxide o el epínetro. Principalmente representó escenas mitológicas con múltiples figuras, pero también es conocido por su vivo interés en el mundo de las mujeres (su epinetrón también estaba a menudo decorado con escenas que probablemente atraerían a las mujeres). Es destacable un lécito suyo policromado que se conserva en Nueva York cuyo tema es la vigilia ante el cadáver de Patroclo dividida en tres escenas.
Gracias a su técnica de dibujo, con la precisión de un miniaturista, sus vasos pequeños eran más impresionantes que los grandes. Se centró especialmente en los ricos drapeados de las túnicas, que se ajustaban delicadamente a las figuras representadas. Su estilo de dibujo, detallado y elaborado, influyó en muchos otros pintores, especialmente en el Pintor de Midias. Sus obras se encuentran no solo en Grecia (especialmente en Atenas y Ática, en Rodas y Chipre, y en gran número, sino también en el sur de Rusia e Italia, tanto en Etruria como en el sur.

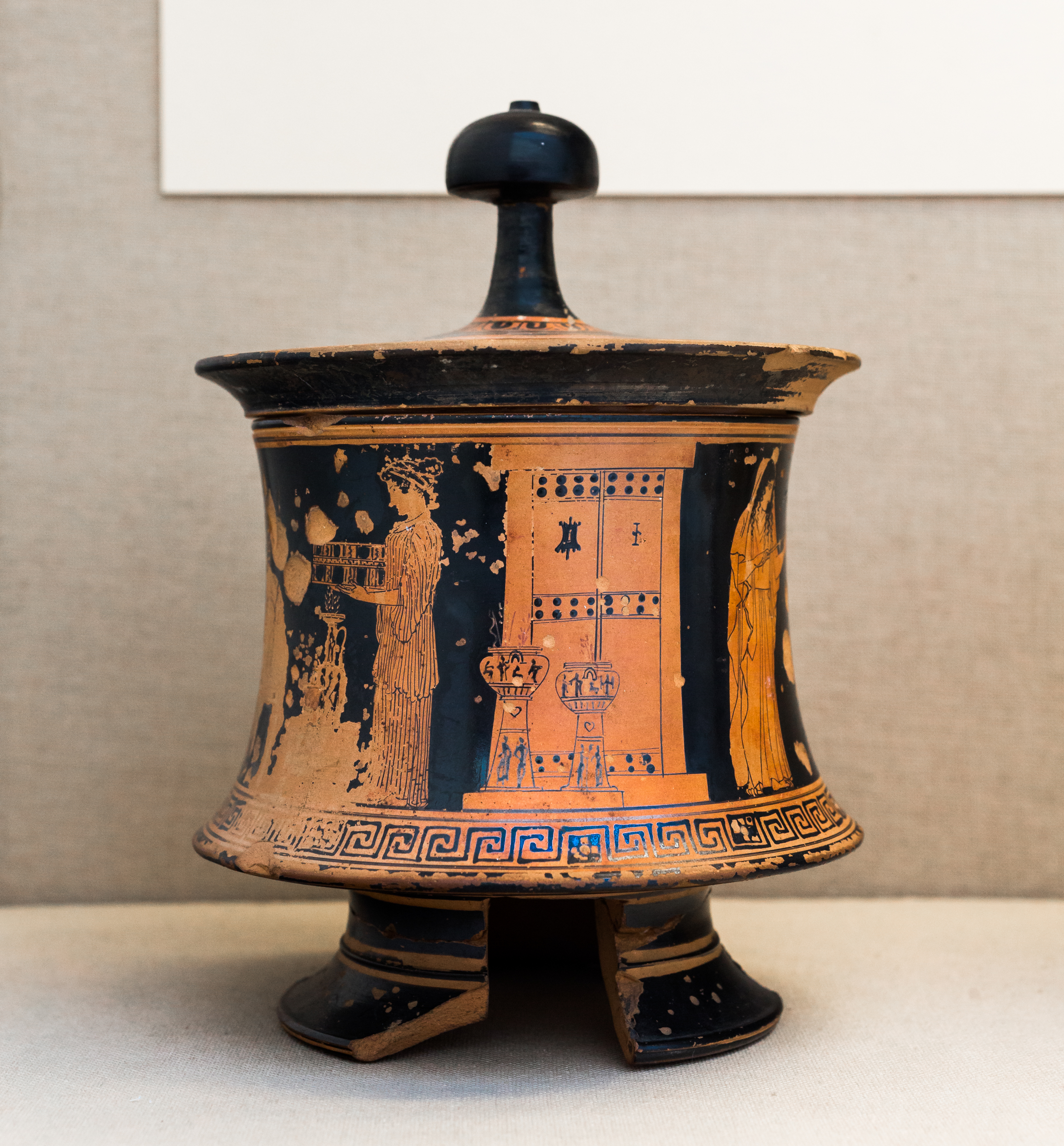
Píxide  de ática de figuras rojas (tipo A), mujer preparándose para el matrimonio, Museo Británico E 774, Londres.
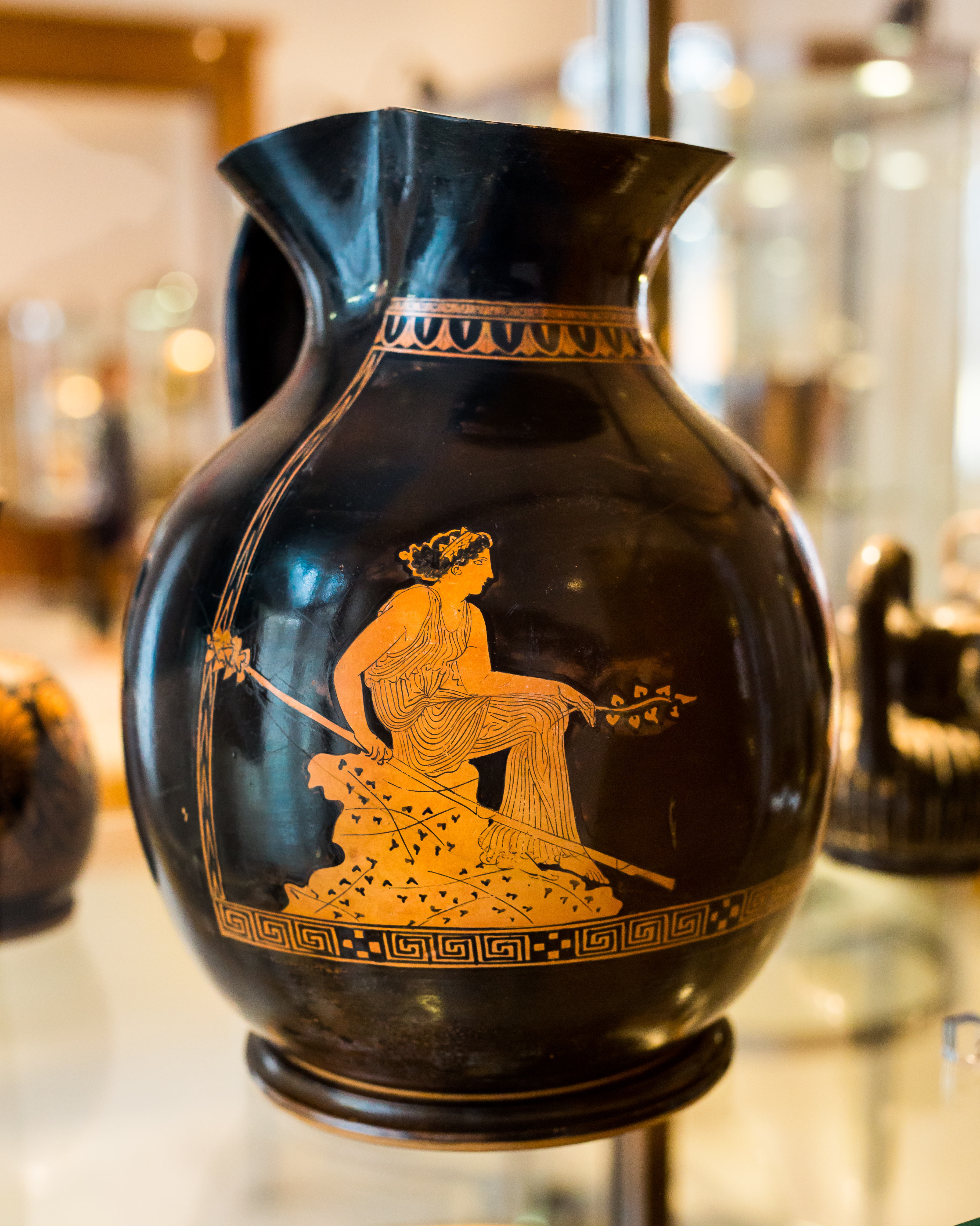
Coe ático de figuras rojas, ménade sentada, Antikenmuseum und Sammlung Ludwig BS 407, Basilea.
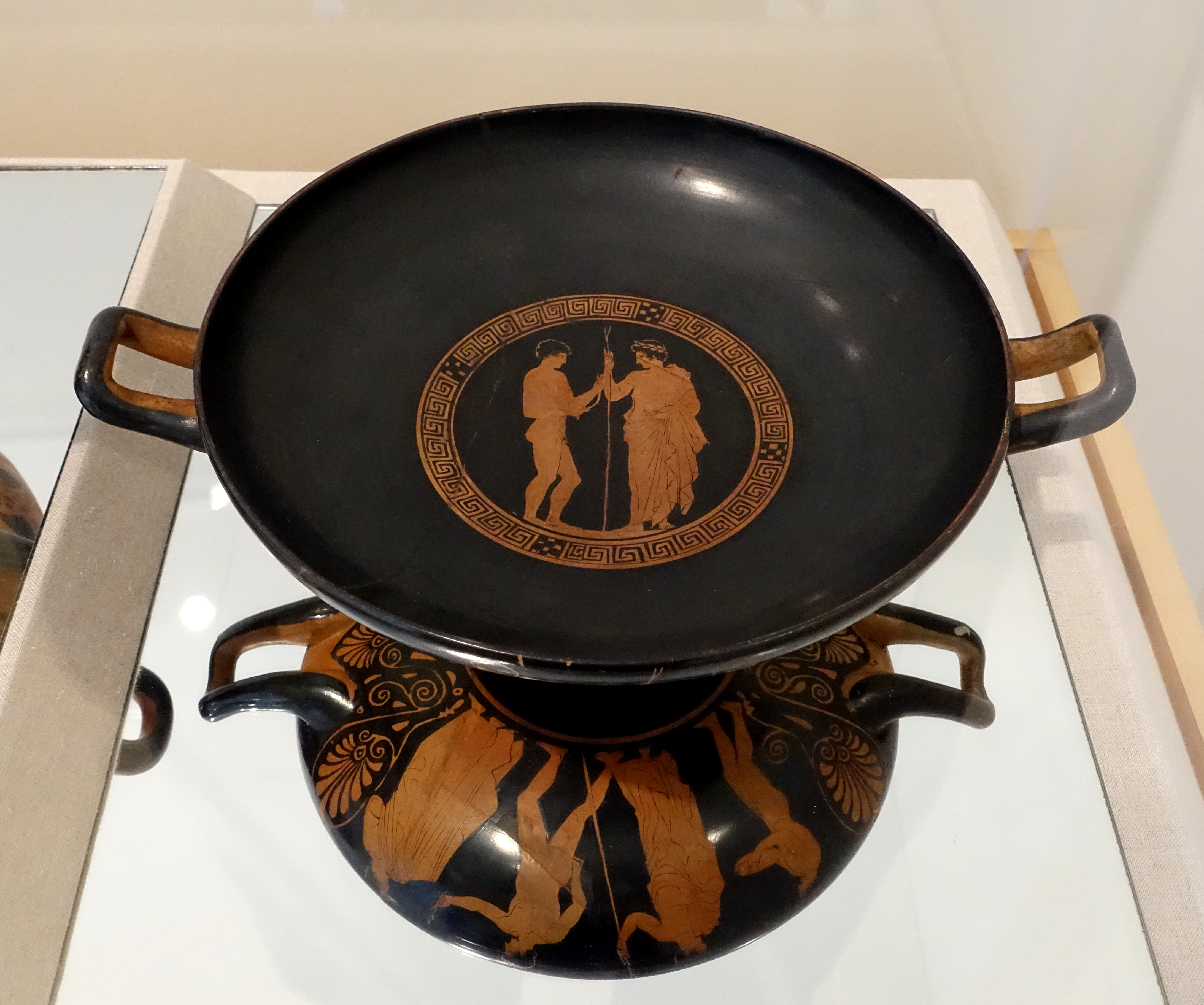
Kílix ático de figuras rojas (tipo B), atleta y su entrenador, Museo de Arte Blanton, Austin (Texas).
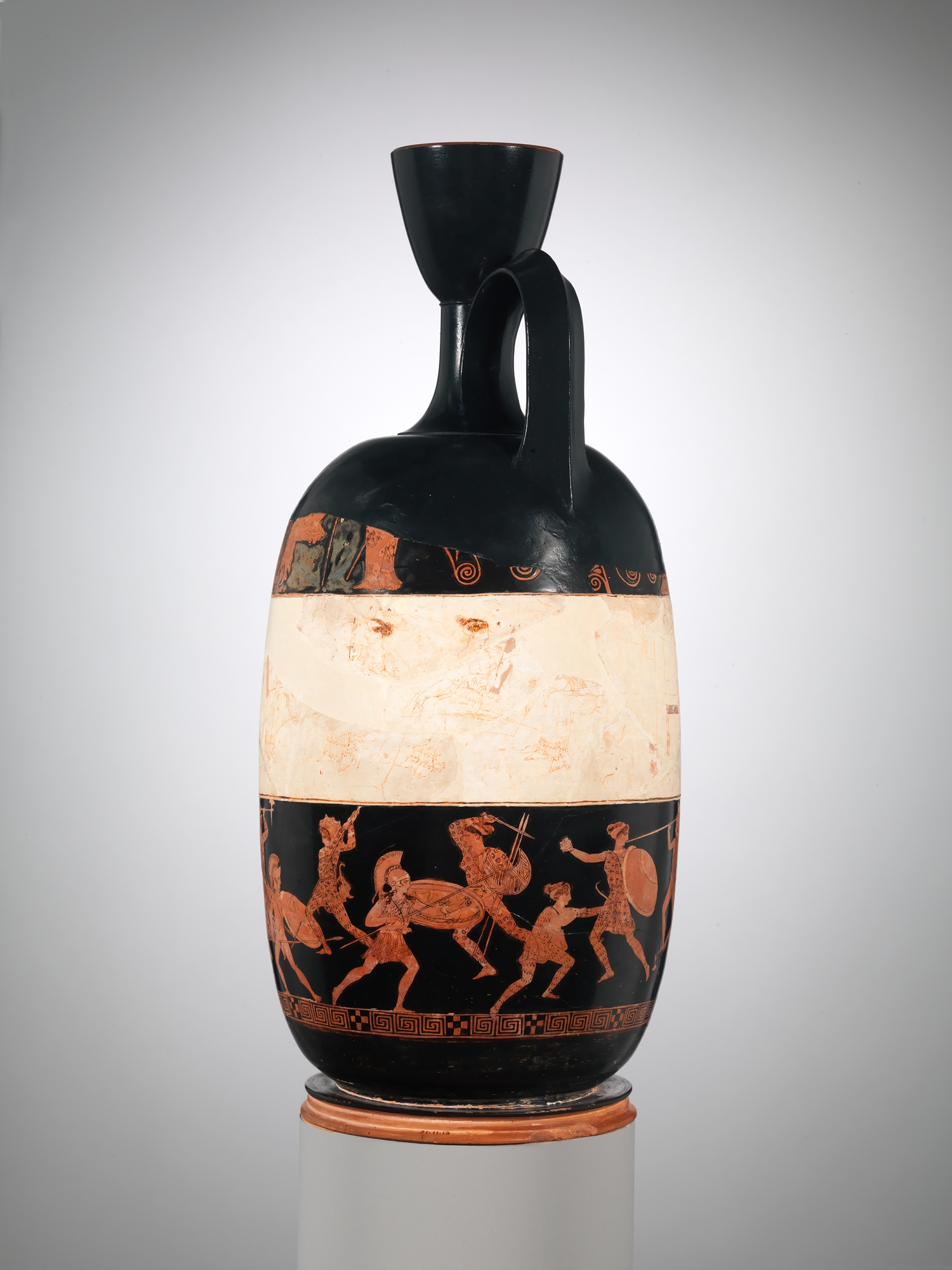
Lécito aribalistico áticos, decorado con técnica de cerámica de figuras rojas y pinturas de vasos sobre fondo blanco, Museo Metropolitano de Arte, 31/11/13, Nueva York.
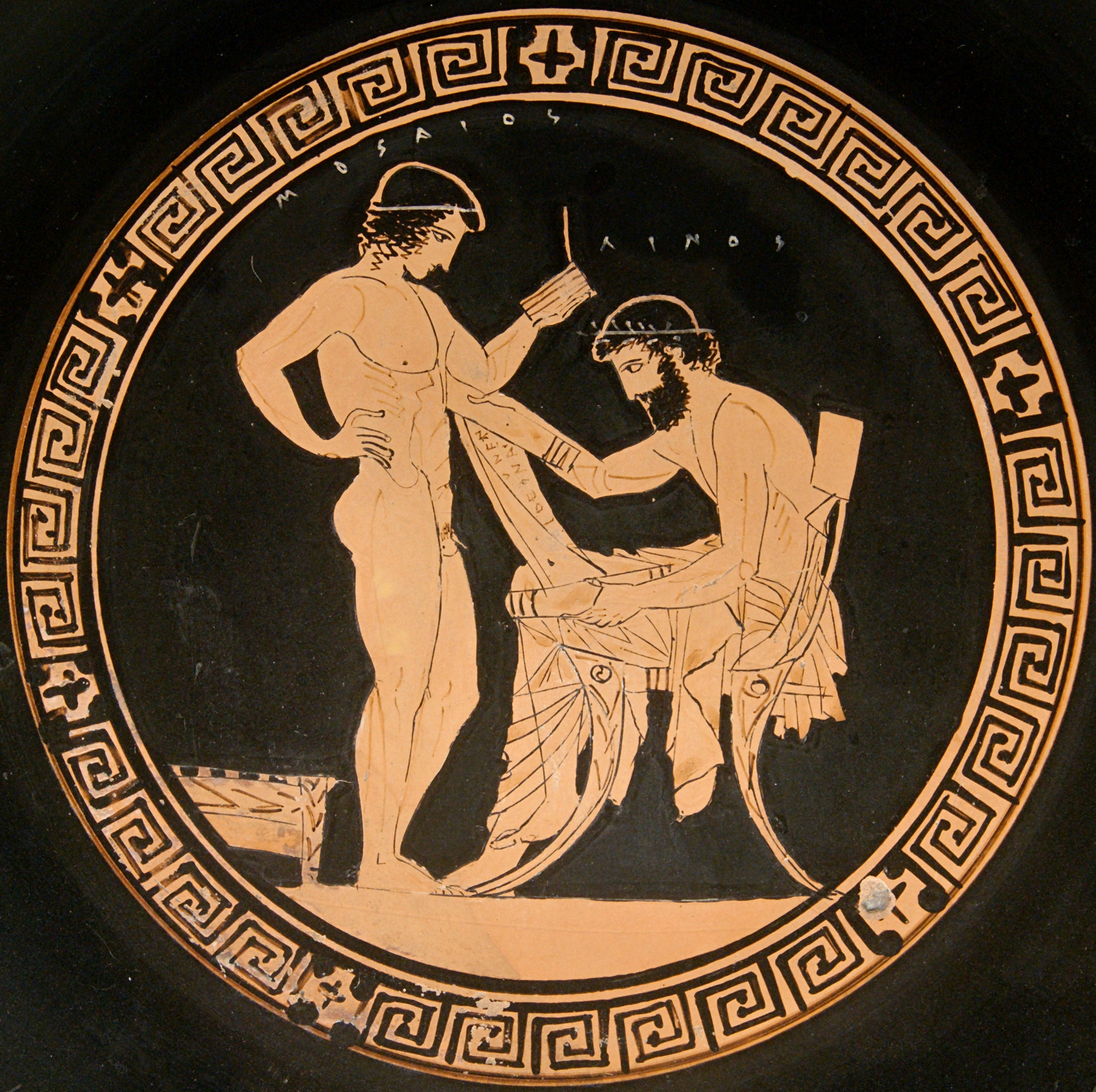
Tondo de un kílix de figuras rojas, que representa a Lino. Museo del Louvre G 457, París